# عزلة القويم (البيضاء)
عزلة القويم هي إحدى عزل مديرية الطفة في محافظة البيضاء اليمنية. بلغ تعداد سكانها 3779 نسمة حسب التعداد السكاني في اليمن لعام 2004. يحدها من الشرق يافع لحج ويحدها من الغرب الضالع